# Leonid Saar
Leonid Saar (Tallinn, 15 febbraio 1913 – Bogart, 26 gennaio 2010) è stato un cestista estone.

## Carriera
Con l'Estonia ha partecipato alle olimpiadi del 1936.